# Пејтон Лист
Пејтон Рој Лист (енгл. Peyton Roi List) америчка је глумица и модел. Њена најпознатија улога је у серији Џеси, гдје тумачи улогу Еме Рос.